# 穴水大宮
穴水大宮（あなみずおおみや）は、石川県穴水町に鎮座する神社。延喜式内社の辺津比咩神社。旧社格は郷社。

## 概要
延喜式内社の辺津比咩神社（へつひめじんじゃ）と知られ、穴水大宮（あなみずおおみや）として尊敬され、あまねく親しまれてきた名社で初詣や七五三の参拝は能登有数である。 
本殿正殿の地中に大概六尺四方の神秘的な石棺あり、神代の宝器・旧記等が納められているという。
　　　　　　　 　　　…中略…　 
桜谷と称する洞穴より出ずる清泉を真名井と言い、穴水とも同意なり。 
元禄度より享保度まで徳川家の御領に相成り代官在住支配の節も当社は郡中の総社と定められ尊敬の御社にして、即ち、寄付の金燈籠など今なお現在す。 
又、北陸最古の絵馬（帆掛船）あり。
永治度西行法師当社へ参拝の折、奉納詠歌などもある。
いにしえ、神前までさざ波が打ち寄せ、辺津の入江といい、舟を繋ぎとめていた。 
正一位とは、神の最高位の称号をいう。（神祇管領長上家公文所）
2024年（令和6年）1月1日に発生した能登半島地震では、四脚鳥居が倒壊するとともに手水舎が崩落するなどの被害を受けた。

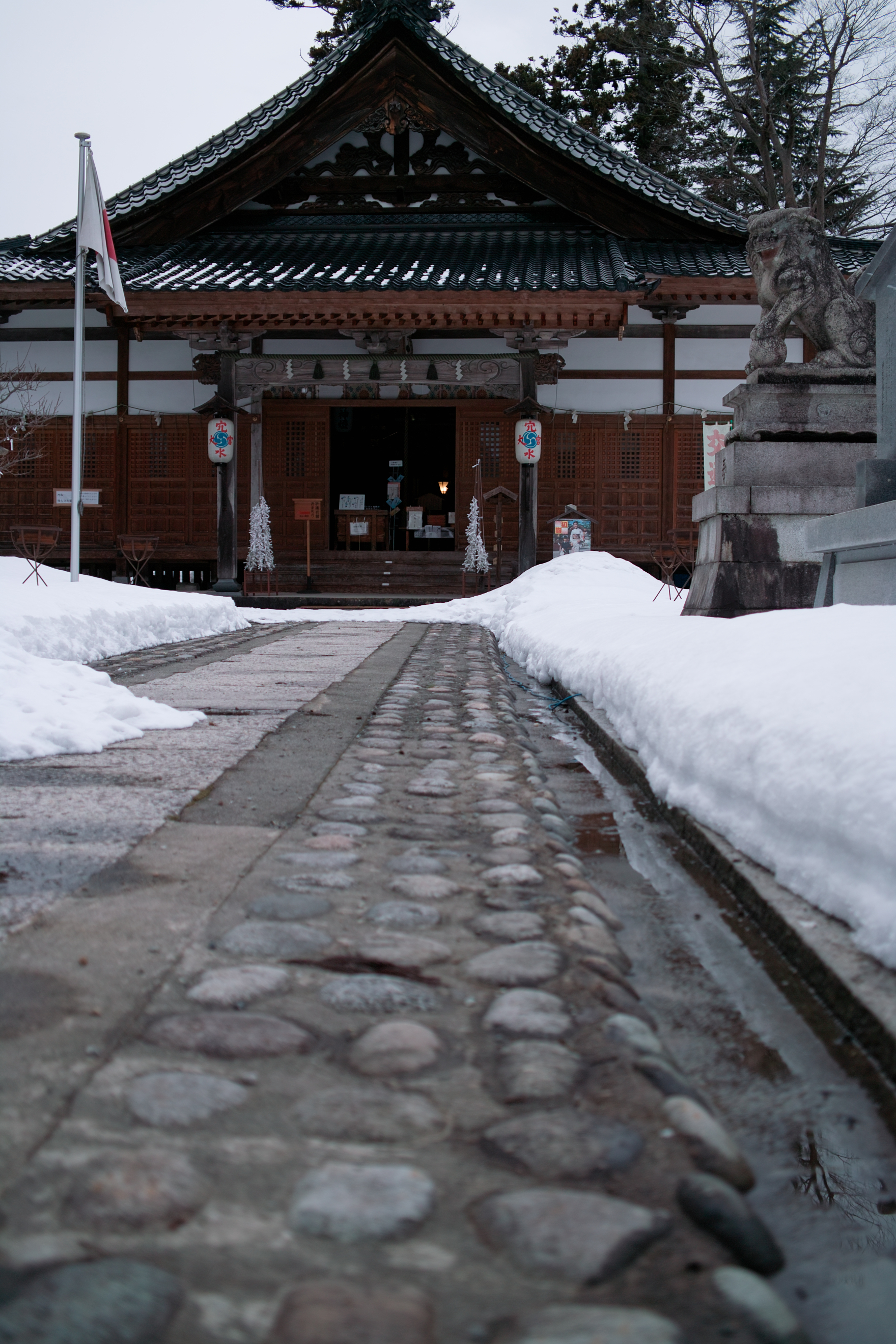
2011年当時

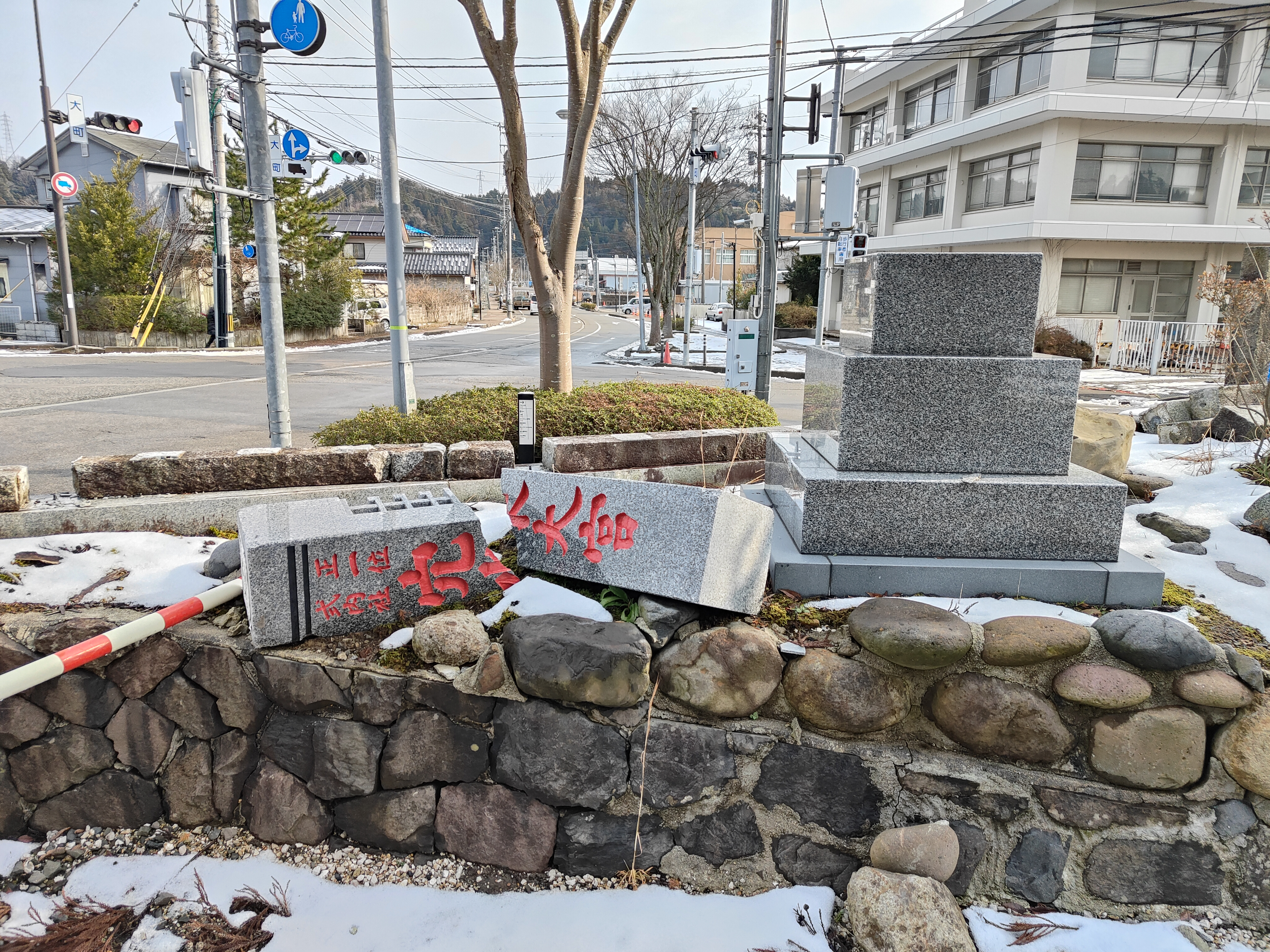
穴水神社の石碑破損状況

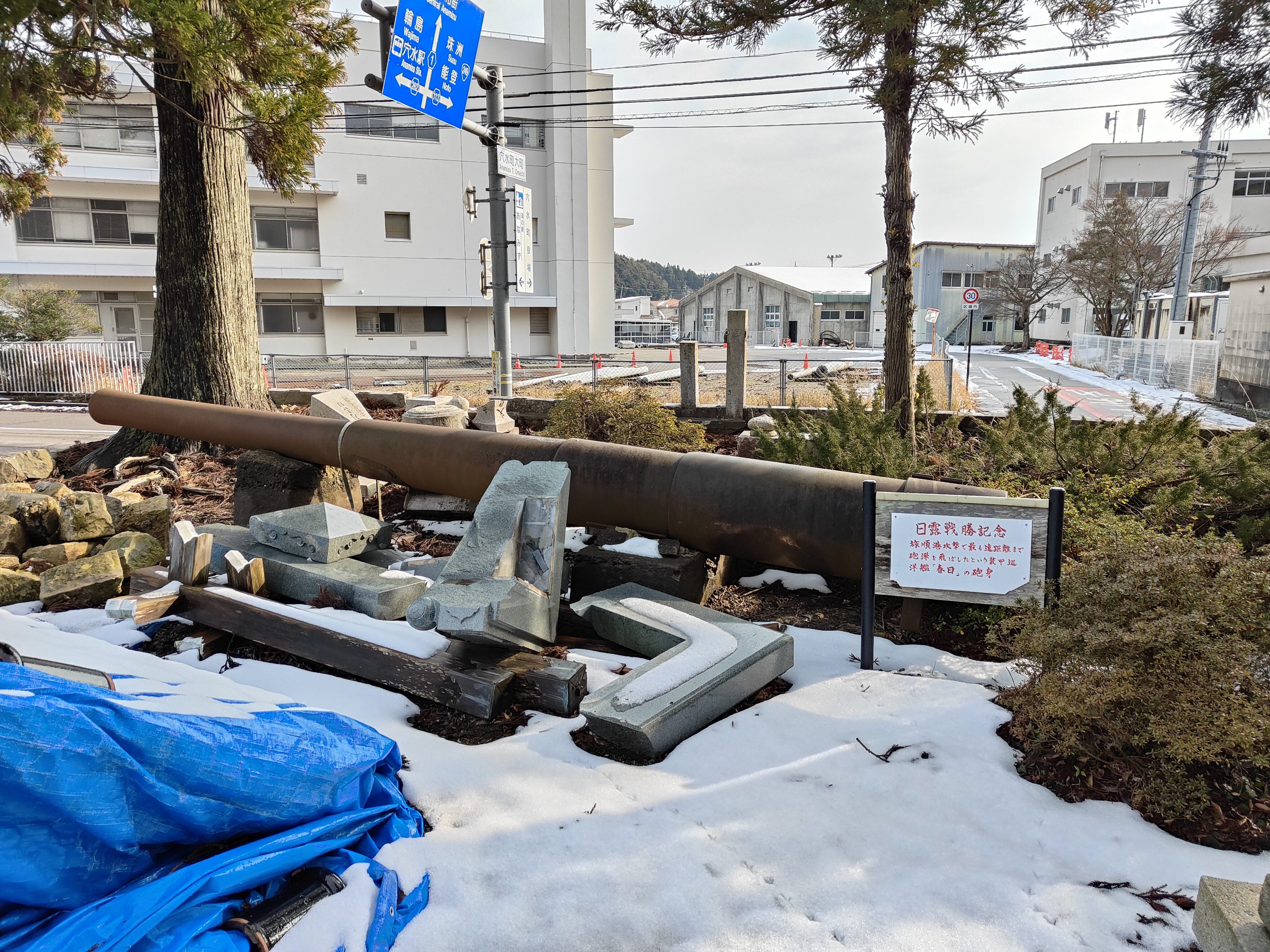
穴水大宮にある戦艦「春日」の砲身

## 祭神
宗像三女神、田心姫命・湍津姫命・市杵島姫命。
正一位稲荷大明神・大山咋命・加具頭知命・宇迦魂命・少名彦命等

## 祭事
- 4月28日～29日　郷社祭
- 6月30日　大祓式
- 9月　奉燈祭